# ノグチゲラ

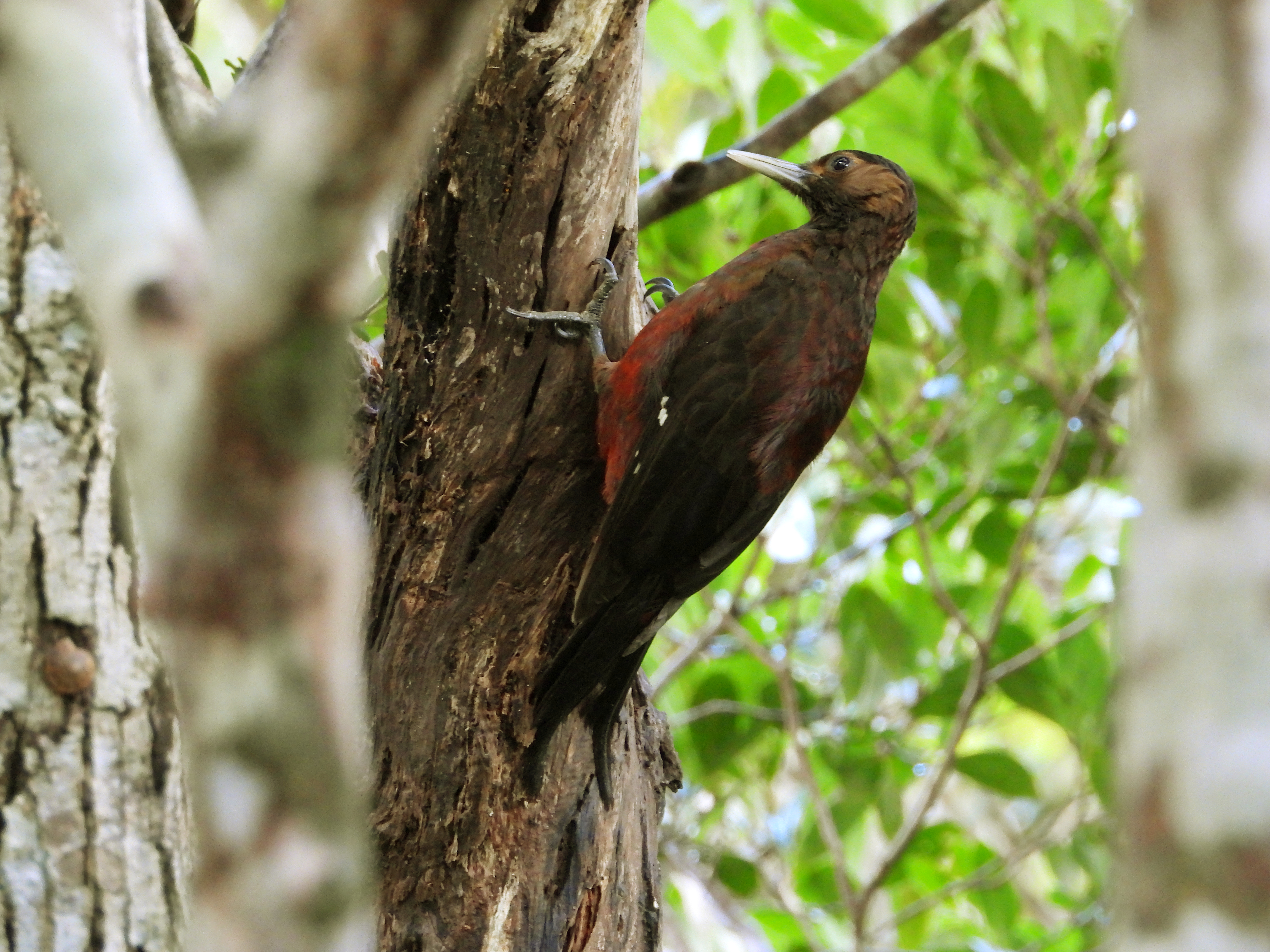
野生のノグチゲラ

ノグチゲラ（野口啄木鳥、Dendrocopos noguchii）は、鳥綱キツツキ科アカゲラ属に分類される鳥類。以前は本種のみでノグチゲラ属を構成するとされていたが、現在はアカゲラ属に分類されている。

## 分布
日本（沖縄島北部）固有種。名護市の山林で2015年5月11日に営巣、巣立ちが確認された。

## 形態
全長31センチメートル。翼長15-17センチメートル。全身の羽衣は暗赤色や濃赤褐色。背や腹部の羽衣、尾羽基部の下面を被う羽毛（下尾筒）は赤みを帯びる。顔や喉の羽衣は淡褐色。翼は暗褐色。初列風切には白い斑点が入る。
虹彩は褐色や赤褐色。嘴は淡黄色や黄白色で、基部は青灰色みを帯びる。後肢は灰黒色。
幼鳥は頭頂の羽衣が暗褐色。また嘴は黒褐色。オスの成鳥は頭頂から後頭にかけての羽衣が赤く、暗褐色の斑紋が入る。メスの成鳥は頭頂の羽衣が黒褐色。

## 分類
ミトコンドリアDNA内のシトクロムbの分子系統学的解析では、アカゲラ属に近縁と推定されている。現在では、アカゲラ属に分類されている。

## 生態
山地にあるスダジイ、タブノキからなる照葉樹林に生息する。
食性は動物食傾向の強い雑食で、昆虫、クモ、多足類、果実（アカメガシワ、スダジイ、ヒメイタビ、マテバシイ、ヤマモモ）などを食べる。周年で無脊椎動物を食べるが、夏季から冬季にかけては果実を食べる。倒木を穿孔したり地表で採食を行うが、地中にいる獲物を掘り起こして食べることもある。地中の虫などを掘り起こす行為は雄のみで確認されており、雌は主に木の上にある実などを捕食する。
繁殖形態は卵生。繁殖期になるとペアで4-7ヘクタールからなる縄張りを形成する。直径20センチメートル以上の枯れ木に穴を空けた巣に、4-5月に1回に2-4個の卵を産む。同じ木に別の巣をつくることはあるものの、同じ巣は使わない。雌雄交代で抱卵し、抱卵期間は約11日。育雛も雌雄共に行う。雛は孵化してから約27日で巣立つ。

## 人間との関係
英名 Pryer's は本種の記載にあたり標本を提供したヘンリー・ジェームズ・ストヴィン・プライヤーに由来する。
種小名 noguchii はプライヤーの意向でノグチなる人物に献名されたものである。1886年（明治19年）琉球諸島での採集の帰途、横浜行の広島丸で同室しているノグチがそれと思われるが、函館博物場の事務でプライヤーと交渉を持った函館県職員野口源之助が、1885年（明治18年）函館県が北海道に統合された際に退職し、通訳として同行したものとも考えられる。
開発による生息地の破壊により生息数は減少している。人為的に移入されたネコ、フイリマングースなどによる捕食などにより生息数は減少も懸念されている。さらに生息数が増加傾向にあるハシブトガラスによる雛の捕食によって生息数が減少している。1972年に国の天然記念物、1977年に特別天然記念物、1993年に種の保存法施行に伴い国内希少野生動植物種に指定されている。2010年6月には沖縄県東村で「ノグチゲラ保護条例」が制定された。生息地域を保護地区に指定し、無断立ち入りや周辺で騒音を出すなどの行為に対する罰則を盛り込んだ条例であり、繁殖拡大につながると評価されている。
絶滅危惧IA類 (CR)（環境省レッドリスト）